# Dundee (Zuid-Afrika)
Dundee is een plaats in de Zuid-Afrikaanse provincie KwaZoeloe-Natal.
Dundee telt ongeveer 35.000 inwoners en is een centrum van steenkoolwinning.

## Subplaatsen
Het nationaal instituut voor de statistiek, Stats SA, deelt sinds de census 2011 deze hoofdplaats in in 2 zogenaamde subplaatsen (sub place):
Dundee SP • Sibongile.